# Disawani

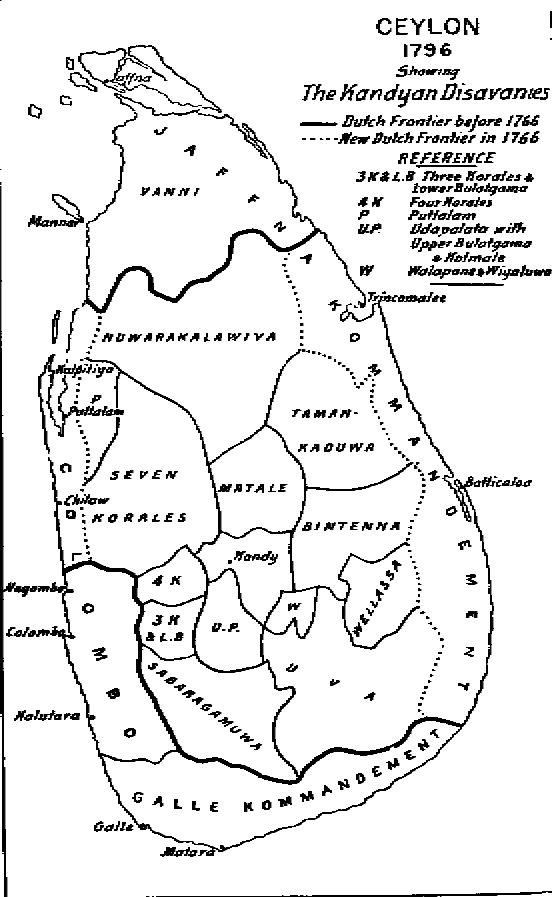
Províncies de Ceilan a finals del segle XVIII

Disawani era el nom de les províncies del regne de Ceilan.
Cada província o disawani era governada per un funcionari reial anomenat Disawa, personatge molt important per a la població. El disawa principal era el de Colombo, que es titulava Maha Disawa de Sabaragamuwa, Set Korales i Terres Baixes de Colombo; quan feia una inspecció pel seu territori anava acompanyat d'un ranchu (25 homes) de lascarins manats per un Arachchi, amb la seva bandera, cinc tambors i corn i una trompeta. Només el disawa de Colombo i els comandants de Jaffna i Galle estaven autoritzats a utilitzar els tambors dins de Colombo (entre la porta de Kayman en un costat i Kollupitiya a l'altra. Dins de la fortalesa el disawa podia portar una escorta de 6 lascarins. El diwani tenia un salari i a més algunes concessions com percentatges sobre multes o beneficis pagats pels servidors públics i provisions gratis quan era de circuit, a més de 72 botelles, un barril de cervesa i 190 llaunes de doble arrack (un licor del sud-est asiàtic) junt amb sucre, vaca, bacon, espècies i blat quan arribava un nou governador; entre els seus deures estava el de donar llicències de matrimoni als musulmans (que la necessitaven sota pena de presó).
Del disawa depenien altres funcionaris inferiors: el mudaliyar, korala, Maha Vidana i Mohundiram, que eren nomenats pel governador però rebien el nomenament de mans del disawa. Aquest a més els podia castigar i fins i tot empresonar si bé això amb prudència per evitar que perdessin el respecte dels seus inferiors i el propi disawa perdés el respecte dels natius contraris en general a les reaccions viscerals. En general un disawa exercia el càrrec pel termini de cinc anys.